# Liste bekannter neulateinischer Philologen
Die Liste bekannter neulateinischer Philologen oder auch Neolatinisten erfasst habilitierte oder anderweitig auf dem Gebiet der neulateinischen Sprache und neulateinischen Literatur hervorgetretene Forscher. Zu unterscheiden sind Personen, die sich seit der Renaissance als Verfasser originaler Literatur in neulateinischer Sprache ausgezeichnet haben, auch wenn sie gelegentlich ebenfalls als Neolatinisten bezeichnet werden (siehe Liste neulateinischer Autoren).

## Liste

### A
- Wolfram Ax (Deutscher, 1944–2020)

### B
- Thomas Baier (Deutscher, * 1967)
- Barbara Becker-Cantarino (Deutsche, * 1937)
- James W. Binns (Brite, * 1940)
- Jürgen Blänsdorf (Deutscher, * 1936)
- Jan Bloemendal (Niederländer, * 1961)
- Ludwig Braun (Deutscher, * 1943)
- Dietrich Briesemeister (Deutscher, * 1934)
- James Butrica (Kanadier, 1951–2006)

### C
- Hélène Casanova–Robin (Französin, * 20. Jh.)
- Jean-Louis Charlet (Franzose, * 1945)
- Jacques Chomarat (Franzose, 1925–1998)
- Jenaro Costas Rodríguez (Spanier, * 1944)
- Beate Czapla (Deutsche, * 1964) siehe Beate Hintzen
- Ralf Georg Czapla (Deutscher, * 1964)

### D
- Susanne Daub (Deutsche, * 1964)
- Luc Deitz (Luxemburger, * 1961)
- Mauro De Nichilo (Italiener, * 1947)
- Ingrid A. R. De Smet (Niederländerin, * )
- Paul Dräger (Deutscher, * 1942)

### E
- Karl Egger (Italiener, 1914–2003)
- Caelestis Eichenseer (Deutscher, 1924–2008)
- Georg Ellinger (Deutscher, 1859–1939)
- Karl A. E. Enenkel (Deutscher, * 1959)

### F
- Charles Fantazzi (US-Amerikaner, * 1930)
- Philip Ford (Brite, 1949–2013)

### G
- Perrine Galand-Hallyn (Französin, * 1956)
- Marion Gindhart (Deutsche, * 1970)
- Reinhold F. Glei (Deutscher, * 1959)
- Peter Godman (Neuseeländer, 1955–2018)
- Roger Green (Brite, * 1943)
- Jan Pieter Guépin (Niederländer, 1929–2006)

### H
- Henriette Harich-Schwarzbauer (Österreicherin, * 1955)
- Thomas Haye (Deutscher, * 1966)
- Chris L. Heesakkers (Niederländer, * 1935)
- Stephan Heilen (Deutscher, * 1965)
- Hans Helander (Deutscher, * 1942)
- Beate Hintzen (Deutsche, * ) auch: Beate Czapla
- Heinz Hofmann (Deutscher, * 1944)
- Brenda Hosington (Britin, * 1942)
- Gerlinde Huber-Rebenich (* 1959)

### I
- Jozef IJsewijn (Belgier, 1932–1998)

### J
- Karsten Friis Jensen (Däne, 1947–2012)
- Minna Skafte Jensen (Dänin, * 1937)

### K
- Craig Kallendorf (US-Amerikaner, 1954–2023)
- Eckhard Keßler (Deutscher, 1938–2018)
- Elisabeth Klecker (Österreicherin, * 1960)
- Thomas Klein (Deutscher, * 1957)
- Rainer Kößling (Deutscher, * 1936)
- Wolfgang Kofler (Italiener, * 1970)
- Martin Korenjak (Österreicher, * 1971)
- Wilhelm Kühlmann (Deutscher, * 1946)

### L
- Andrew Laird (Brite, * )
- Pierre Laurens (Franzose, * )
- Marc Laureys (Deutscher, * 1963)
- Eckard Lefèvre (Deutscher, * 1935)
- Jürgen Leonhardt (Deutscher, * 1957)
- Walther Ludwig (Deutscher, * 1929)

### M
- Jean-Claude Margolin (Franzose, 1923–2013)
- Ian D. McFarlane (Brite, 1915–2002)
- Christel Meier-Staubach (Deutsche, * 1942)
- Alain Michel (Franzose, 1929–2017)
- Ruth Monreal (Deutsche, * )
- David Wells Morgan (US-Amerikaner, 1959–2013)
- Anne Moss (Britin, * )
- Frances Muecke (Australierin, * 1946)
- Gernot Michael Müller (Deutscher, * 1970)
- Paul Murgatroyd (Brite, * 1949)
- Roger A. B. Mynors (Brite, 1903–1989)

### N
- Colette Nativel (Französin, * )
- Henk Nellen (Niederländer, * 1949)
- Karl August Neuhausen (Deutscher, 1939–2017)
- Florian Neumann (Deutscher, * )
- Oleg Dmitrijewitsch Nikitinski (Russe, 1967–2015)

### O
- Patrick M. Owens (US-Amerikaner, * 20. Jh.)

### P
- Marianne Pade (Dänin, * )
- Lao Paoletti (Italienerin, * )
- Jan Papy (Belgier, * 1965)
- James A. Parente, Jr. (US-Amerikaner, * 1953)
- Alessandro Perosa (Italiener, 1910–1998)
- Christoph Pieper (Deutscher, * 1974)
- Michael Putnam (US-Amerikaner, * 1933)

### R
- Fidel Rädle (Deutscher, 1935–2021)
- Johann Ramminger (Österreicher, * 1955)
- Stella Revard (US-Amerikanerin, * 1933)
- Elise Riesel (Österreicherin und Russin, 1906–1989)
- Jörg Robert (Deutscher, * 1971)
- Franz Römer (Österreicher, * 1943)
- Hans-Gert Roloff (Deutscher, * 1932)
- Lawrence V. Ryan (US-Amerikaner, 1923–2019)

### S
- Dirk Sacré (Belgier, * 1957)
- Raija Sarasti-Wilenius (Finnin, * )
- Eckart Schäfer (Deutscher, 1939–2018)
- Florian Schaffenrath (Österreicher, * 1978)
- Heinz Scheible (Deutscher, * 1931)
- Peter Schenk (Deutscher, * 1953)
- Claudia Schindler (Deutsche, * 1967)
- Paul Gerhard Schmidt (Deutscher, 1937–2010)
- Bernd Schneider (Deutscher, * 1943)
- Harry C. Schnur (Deutscher und US-Amerikaner, 1907–1970)
- Rhoda Schnur (Schweizerin, * )
- Richard J. Schoek (US-Amerikaner, * )
- Jochen Schultheiß (Deutscher, * 1975)
- Robert Seidel (Deutscher, * 1962)
- Roswitha Simons (Deutsche, * )
- Aline Smeesters-Lelubre (Belgierin, * )
- John Sparrow (Brite, 1906–1992)
- Astrid Steiner-Weber (Deutsche, * 1959)
- Wilfried Stroh (Deutscher, * 1939)
- Dana F. Sutton (US-Amerikaner, * )
- László Szörényi (Ungar, * )

### T
- Francesco Tateo (Italiener, * 1931)
- Douglas F. S. Thomson (Kanadier, 1919–2009)
- Nikolaus Thurn (Deutscher, * 1962)
- Stefan Tilg (Österreicher, * 1976)
- Karlheinz Töchterle (Österreicher, * 1949)
- Gilbert Tournoy (Belgier, * 1944)
- Pierre Tuynman (Niederländer, 1929–2016)

### V
- Harm-Jan van Dam (Niederländer, * 1948)
- Marc van der Poel (Niederländer, * 1957)
- Paul Van Tieghem (Franzose, 1871–1948)

### W
- Françoise Waquet (Französin, * 1950)
- Germaine Warkentin (Kanadierin, * 1933)
- Paul White (Brite, * 1978)
- Hermann Wiegand (Deutscher, * 1951)
- Claudia Wiener (Deutsche, * 1964)
- Ruprecht Wimmer (Deutscher, * 1942)
- Anja Wolkenhauer (Deutsche, * 1967)

## Konferenzreihen
- Neulateinisches Symposium NeoLatina (begründet 1999, Akten veröffentlicht in der Reihe NeoLatina.)
  - 17. NeoLatina "Camerarius Polyhistor" 2015

## Gesellschaften und Institute
- Die Neulateinische Gesellschaft (gegründet 2014 in Münster, Westfalen, als Nachfolgerin von Deutsche Neulateinische Gesellschaft e.V.)
- KIRKE – Altertumswissenschaftliche Institutionen im deutschsprachigen Raum: Mittel- und Neulatein
- The Renaissance Society of America (gegründet 1954)
- The Sixteenth Century Society and Conference
- Society for Early Modern Classical Reception
- Société Française d’Étude du Seizième Siècle
- Société Française d’Étude du XVIIe Siècle
- Société française d’étude du XVIIIe siècle
- Société canadienne d’étude du dix-huitième siècle – Canadian Society for Eighteenth-Century Studies